# 밀러 가족
《밀러 가족》(영어: The Millers)은 CBS에서 2013년 10월 3일부터 2015년 7월 18일까지 방영한 미국의 텔레비전 시트콤이다.

## 출연진
메인
- 윌 아넷 - 네이선 밀러 역
- 마고 마틴데일 - 캐럴 밀러 역
- 보 브리지스 - 톰 밀러 역
- 제이마 메이스 - 데비 스토커 역
- 넬슨 프랭클린 - 애덤 스토커 역
- J. B. 스무브 - 레이 역
- 룰루 윌슨 - 미케일라 스토커 역
- 숀 헤이스 - 킴 핑클 역